# Coppa Montenero

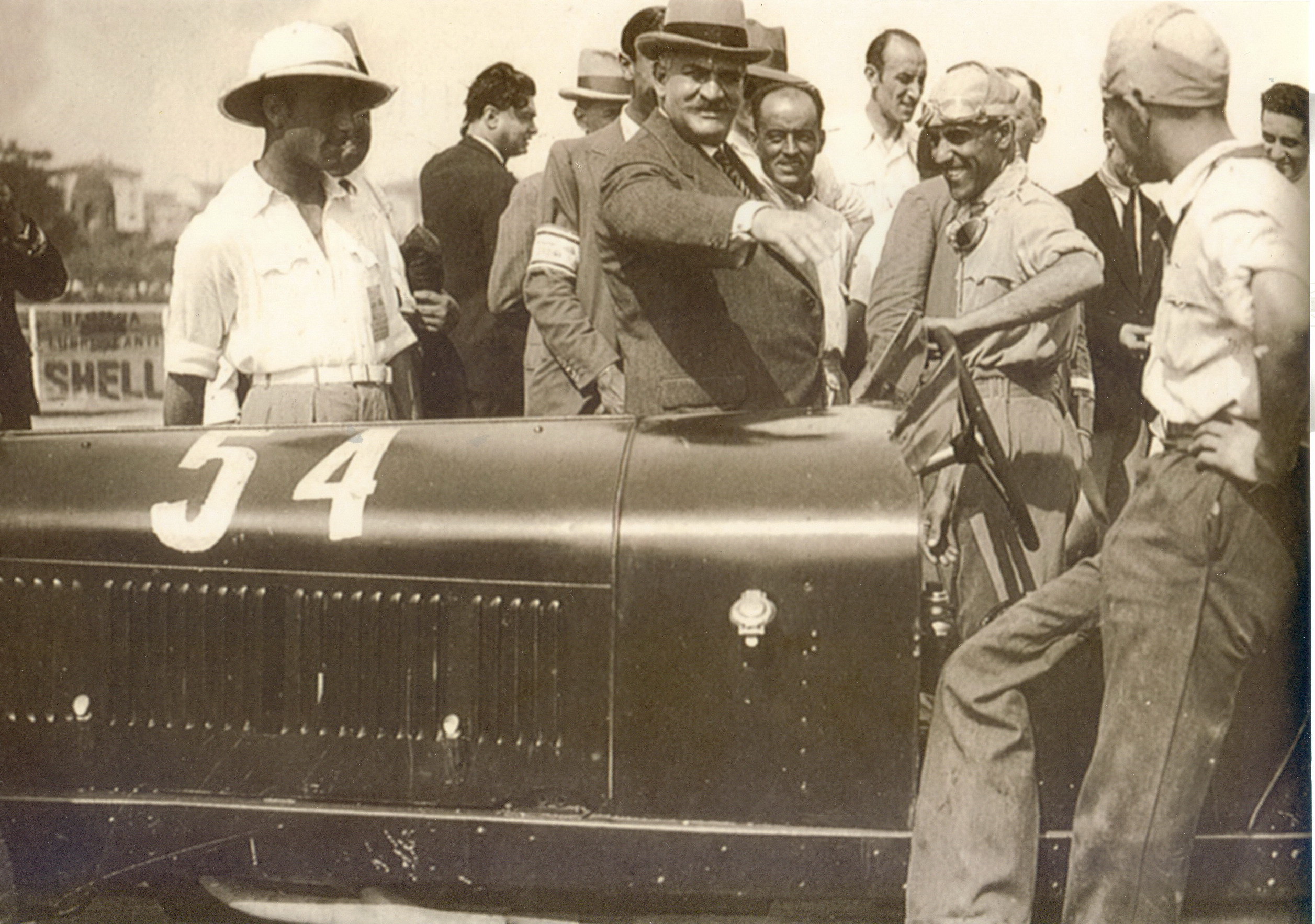
Da destra: Tazio Nuvolari e Costanzo Ciano all'edizione 1929 della Coppa Ciano.

La Coppa Montenero, in alcune edizioni Circuito Montenero – Coppa Ciano, in altre edizioni ancora Coppa Ciano, è una storica corsa automobilistica in circuito disputata in Italia per venti edizioni tra il 1921 e il 1947. L'apice del prestigio lo raggiunse nel 1937 quando fu valevole anche come XV Gran Premio d'Italia.
Nel 1927 e nel 1928 la Coppa Ciano fu anche una corsa automobilistica distinta dalla Coppa Montenero, ma ad essa legata in quanto disputata sul medesimo circuito nei giorni seguenti.

## Storia
Fin dalla prima competizione, lo sport automobilistico in Italia era molto popolare. Durante gli anni seguenti la prima guerra mondiale furono creati parecchi circuiti stradali. Tra questi ci fu il Circuito di Montenero a Livorno, che divenne sede dell'annuale “Coppa Montenero” fin dall'inaugurazione del 1921. All'inizio fu una competizione di carattere locale, e gli organizzatori finirono ben presto in difficoltà finanziarie. Ma nel 1923 ci fu l'intervento dell'Automobile Club d'Italia, ed il futuro fu assicurato.
Dal 1927, il politico ed eroe della Regia Marina nativo di Livorno, Costanzo Ciano donò il trofeo della vittoria, la Coppa Ciano. All'inizio, essa fu assegnata al vincitore di una gara automobilistica che si correva durante la settimana della “Coppa Montenero”. Ma dal 1929 la Coppa Ciano fu destinata all'evento principale, così che il nome fu attribuito all'intera competizione.
Il pilota Emilio Materassi vinse quattro edizioni tra il 1925 ed il 1928, e si guadagnò quindi il soprannome di “Re di Montenero”.
Negli anni trenta Tazio Nuvolari, pilota inserito nella Hall of Fame, vinse la competizione cinque volte, e fu un record. Notevole fu la vittoria del 1936, che fu conquistata a discapito delle superiori vetture tedesche. Questa vittoria fu uno dei motivi della scelta del Circuito di Montenero come sede del Gran Premio d'Italia del 1937, invece che all'Autodromo di Monza.
L'edizione del 1939 fu corsa con le regole della classe voiturette e fu l'ultima prima della seconda guerra mondiale, che sospese le competizioni automobilistiche per qualche anno.
Nel 1947 la ventesima edizione ed ultima della Coppa Montenero fu corsa da vetture con un motore da 1500 cc di cilindrata non sovralimentato. A causa dei legami di Costanzo Ciano con il Regime Fascista, la competizione non fu chiamata Coppa Ciano.

## Edizioni e albo d'oro
Di seguito sono riportate le 20 edizioni della Coppa Montenero.
| Edizione                              | Data              | Categoria di vetture        | Vincitore/vincitori            | Vincitore/vincitori      |
| Edizione                              | Data              | Categoria di vetture        | Pilota/piloti                  | Vettura                  |
| ------------------------------------- | ----------------- | --------------------------- | ------------------------------ | ------------------------ |
| I Coppa Montenero                     | 25 settembre 1921 | Formula Grand Prix          | Carlo Lotti                    | Ansaldo 2000             |
| II Coppa Montenero                    | 27 agosto 1922    | Formula Grand Prix          | Carlo Masetti                  | Bugatti 37 1500          |
| III Coppa Montenero                   | 26 agosto 1923    | Formula Grand Prix          | Mario Razzauti                 | Ansaldo 2000             |
| IV Coppa Montenero                    | 17 agosto 1924    | Formula Grand Prix          | Renato Balestrero              | OM 665 "Superba"         |
| V Coppa Montenero                     | 16 agosto 1925    | Formula Grand Prix          | Emilio Materassi               | Itala Spl                |
| VI Coppa Montenero                    | 15 agosto 1926    | Formula Grand Prix          | Emilio Materassi               | Itala Spl                |
| VII Coppa Montenero                   | 14 agosto 1927    | Formula Grand Prix          | Emilio Materassi               | Bugatti T35C             |
| VIII Coppa Montenero                  | 19 agosto 1928    | Formula Grand Prix          | Emilio Materassi               | Talbot Darracq 700       |
| IX Circuito Montenero – Coppa Ciano   | 27 luglio 1929    | Formula Grand Prix          | Achille Varzi                  | Alfa Romeo P2            |
| X Circuito Montenero – Coppa Ciano    | 3 agosto 1930     | Formula Grand Prix          | Luigi Fagioli                  | Maserati Tipo 26 M       |
| XI Circuito Montenero – Coppa Ciano   | 2 agosto 1931     | Formula Grand Prix          | Tazio Nuvolari                 | Alfa Romeo 8C 2300 Monza |
| XII Circuito Montenero – Coppa Ciano  | 31 luglio 1932    | Formula Grand Prix          | Tazio Nuvolari                 | Alfa Romeo Tipo-B 'P3'   |
| XIII Circuito Montenero – Coppa Ciano | 30 luglio 1933    | Formula Grand Prix          | Tazio Nuvolari                 | Maserati 8CM             |
| XIV Circuito Montenero – Coppa Ciano  | 22 luglio 1934    | Formula Grand Prix          | Achille Varzi                  | Alfa Romeo Tipo-B 'P3'   |
| XV Circuito Montenero – Coppa Ciano   | 4 agosto 1935     | Formula Grand Prix          | Tazio Nuvolari                 | Alfa Romeo Tipo-B 'P3'   |
| XVI Coppa Ciano                       | 2 agosto 1936     | Formula Grand Prix          | Tazio Nuvolari Carlo Pintacuda | Alfa Romeo 8C-35         |
| 7XVII Coppa Ciano                     | 12 settembre 1937 | Formula Grand Prix          | Rudolf Caracciola              | Mercedes-Benz W125       |
| XVIII Coppa Ciano                     | 7 agosto 1938     | Formula Grand Prix          | Hermann Lang                   | Mercedes-Benz W154       |
| XIX Coppa Ciano                       | 30 luglio 1939    | Voiturette                  | Nino Farina                    | Alfa Romeo 158           |
| XX Coppa Montenero                    | 24 agosto 1947    | 1500 cm³ non sovralimentato | Franco Venturi                 | Cisitalia D46 - Fiat     |

Di seguito sono riportate le due edizioni della Coppa Ciano come corsa distinta dalla Coppa Montenero.
| Edizione       | Data           | Categoria di vetture | Vincitore        | Vincitore          |
| Edizione       | Data           | Categoria di vetture | Pilota           | Vettura            |
| -------------- | -------------- | -------------------- | ---------------- | ------------------ |
| I Coppa Ciano  | 15 agosto 1927 | Sport prototipo      | Attilio Marinoni | Alfa Romeo 6C-1500 |
| II Coppa Ciano | 26 agosto 1928 | Sport prototipo      | Mario Razzauti   | Alfa Romeo 6C-1500 |